# Санта-Инез (хребет)
Са́нта-Ине́з (англ. Santa Ynez Mountains, исп. Sierra de Santa Inés) — горный хребет в системе Поперечных хребтов Калифорнии, части Береговых хребтов Северной Америки.
Расположен на территории двух округов — Санта-Барбара (большая часть) и Вентура. Один из немногочисленных хребтов Северной Америки, проходящий с запада на восток. Северный склон обращён к разлому Санта-Инез, при образовании которого в позднем миоцене, около 5 миллионов лет назад, поднялся этот хребет. В западной части разлома протекает река Санта-Инез, в восточной — ручей Матилиха. Севернее хребта и долины Санта-Инез располагается хребет Сан-Рафел. Южный склон обращён в сторону аллювиальных равнин.
Восточное окончание хребта располагается севернее города Охай, в районе каньона реки Вентура и ручья Матилиха. На запад хребет проходит параллельно берегу, на уровне города Ломпок разделяясь на два низких хребта. Затем оба хребта вместе с текущим между ними ручьём Халама встречают Тихий океан.
Высшая точка — безымянная вершина высотой 1483 м с координатами 34°28′47″ с. ш. 119°25′55″ з. д.. Следующие по высоте вершины — Дивайд (1435 м), Уайт-Ледж (1414 м), Санта-Инез (1310 м), Бродкаст (1228 м) и Ла-Кумбре (1215 м).
Большая часть хребта расположена на территории Национального леса Лос-Падрес. Основной тип растительности — чапараль. На более холодных северных склонах растут умбеллюлярия, литокарпус густоцветковый, земляничники. На южном склоне почти не бывает заморозков, здесь на фермерских хозяйствах выращиваются авокадо.
На хребте, близ перевала Рефухьо, располагается Ранчо-дель-Сьело, бывшая летняя резиденция президента Рональда Рейгана. Также в горах в 1916 году был построен «замок Нэппа», в 1940-х годах сгоревший и ныне заброшенный. Чумашская расписная пещера, один из памятников доколумбовой истории Америки, также располагается в хребте Санта-Инез.